# Eduard von Borries
Eduard Ludwig von Borries (* 27. Juni 1807 in Peine; † 8. Juni 1872 in Warmbrunn) war ein preußischer Politiker.

## Leben
Eduard von Borries entstammte einem alten Mindener Stadtgeschlecht, dessen Stammreihe mit Hermann Borries, urkundlich 1425–1477, Ratsherr und Bürgermeister in Minden, beginnt. 1733 erhielt die Familie erstmals eine Reichsadelsbestätigung. Mehrere weitere Adelsanerkennungen folgten im 18. und 19. Jahrhundert.
Der Vater von Eduard von Borries war Akzessist und Einnehmer. Von Borries war evangelischer Konfession. Seit 1827 studierte er Rechtswissenschaften in Berlin. Von 1837 bis 1843 war er Oberlandesgerichtsassessor, von 1843 bis 1847 Land- und Stadtgerichtsrat in Preußisch-Stargard, von 1847 bis 1854 Kreisjustizdirektor und Justizrat in Karthaus und von 1854 bis 1872 Kreisgerichtsdirektor, zunächst in Thorn, später in Warmbrunn.
Er wurde im preußischen Neustadt (Wahlkreis 28) in die Frankfurter Nationalversammlung gewählt, der er dann vom 3. Februar 1848 bis zum 21. Mai 1849 in der Casino-Fraktion angehörte.